# Sainte-Élisabeth
Pour les articles homonymes, voir Sainte-Élisabeth (homonymie), Sainte Élisabeth et Élisabeth.
Sainte-Élisabeth est une municipalité du Québec, située dans la municipalité régionale de comté de d'Autray, dans la région administrative de Lanaudière. Elle est nommée en l'honneur de sainte Élisabeth de Hongrie tout comme une paroisse homonyme à Paris, en France.
Le village est arrosé par la rivière Bayonne, qui donne à la ville son surnom (« la Bayonne »). Toutefois, au fil des ans, la prononciation de ce toponyme a évolué pour devenir « la Bayolle », de telle sorte que les habitants de Sainte-Élisabeth s'appellent aujourd'hui les « Bayollais ».

## Histoire
La paroisse de Sainte-Élizabeth est érigée canoniquement en 1834. La municipalité de la paroisse de Sainte-Élizabeth est établie en 1845, abolie en 1847 puis rétablie sous le même nom en 1855.
Une cour siège à Sainte-Élisabeth de 1842 à 1844. Cette cour faisant partie du district inférieur de Berthier a pour mandat de juger des causes qui concernent des montants modestes afin de rendre la justice plus disponible, plus expéditive et moins chère. Les décisions rendues par cette cour sont conservées aux Archives nationales à Montréal.
Les sœurs de la Providence font construire un premier couvent à Sainte-Élisabeth en 1849. Celui-ci est détruit par un incendie en 1876, mais aussitôt reconstruit et finalisé en 1877. Une nouvelle aile de quatre étages est construite en briques en 1915 par les frères Pelland. L'école Émmélie-Caron est construite sur le terrain voisin en 1955 pour augmenter les services du couvent.
L'appellation à l'anglaise avec un « z » est changée seulement en 1987.
Le 19 janvier 2013, Sainte-Élisabeth change son statut de municipalité de paroisse pour celui de municipalité.

## Géographie
Le village est traversé par la rivière Bayonne du nord-ouest vers le sud-est. La rivière la Chaloupe, qui coule vers le sud-est, délimite le sud-ouest de la municipalité.
La Branche de la rivière Bayonne traverse le nord-ouest de la municipalité jusqu'à sa confluence avec la rivière Bayonne au nord du village.

## Démographie
| 1991  | 1996  | 2001  | 2006  | 2011  | 2016  | 2021  |
| ----- | ----- | ----- | ----- | ----- | ----- | ----- |
| 1 508 | 1 559 | 1 474 | 1 440 | 1 559 | 1 459 | 1 390 |

## Administration
Les élections municipales se font en bloc pour le maire et les six conseillers.
| Sainte-Élisabeth Maires depuis 2001                                                                                  |                    |         |          |
| Élection | Maire              | Qualité | Résultat |
| 2001 | Jean-Eudes Poirier |         | Voir     |
| 2005 | Mario Houle        |         | Voir     |
| 2009 | Mario Houle        | Voir    |          |
| 2013 | Mario Houle        | Voir    |          |
| 2017 | Louis Bérard       |         | Voir     |
| 2021 | Louis Bérard       | Voir    |          |
| Élection partielle en italique Depuis 2005, les élections sont simultanées dans toutes les municipalités québécoises |                    |         |          |

## Éducation
La Commission scolaire des Samares administre les écoles francophones:
- École Emmélie-Caron[8]

La Commission scolaire Sir Wilfrid Laurier administre les écoles anglophones:
- École primaire Joliette à Saint-Charles-Borromée[9]
- École secondaire Joliette à Joliette[10]

## Personnalités liées
- Gustave Lacasse (1890-1953), médecin et homme politique franco-ontarien y est né.
- Michel Poulette (1950-...), réalisateur, producteur et scénariste québécois y est né.